# إم بي سي + دراما
إم بي سي بلس دراما (بالإنجليزية: MBC+ Drama)، هي قناة تلفزيونية مجانية مملوكة لمجموعة إم بي سي. تأسست كمشروع مشترك بين شبكة أوربت شوتايم ومجموعة إم بي سي. انطلق بث القناة في 1 فبراير 2009، وهي قناة عربية تعمل على مدار 24 ساعة وتقدم مجموعة من المسلسلات العربية حصريًا لمشتركي شبكة أوربت شوتايم.
تزعم إم بي سي+ دراما أنها تُقدّم برامجها قبل أي قناة أخرى بثلاثة أشهر. إم بي سي+ دراما هي القناة الوحيدة من بين القنوات الشقيقة في مجموعة إم بي سي التي تتطلب اشتراكًا.
في 1 يناير 2016، توقفت القناة عن البث وتم استبدالها بقناة OSN يا هلا! العرض الترويجي لـ Cinema HD، حيث حولت إم بي سي تركيزها إلى قناتها المجانية البديلة إم بي سي دراما، وخدمة شاهد VIP المدفوعة عند الطلب.
اعتبارًا من أكتوبر 2016، استأنفت القناة البث لكن الشعار تغير لونه من البرتقالي إلى الأرجواني وأصبحت قناة الدفع مقابل المشاهدة بنفس التنسيق السابق.
القناة تحت إدارة السعودي وليد الإبراهيم مدير مجموعة إم بي سي.

## مسلسلات عرضت في شهر رمضان 2025
- مسلسل المداح: أسطورة العهد - الجزء الخامس
- مسلسل العتاولة 2
- مسلسل نفس
- مسلسل نص الشعب اسمه محمد
- مسلسل أشغال شقة جداً
- مسلسل إش إش
- مسلسل تحت سابع أرض
- مسلسل بيت حمولة
- مسلسل أبو البنات
- مسلسل عمتي نوير
- مسلسل البطل